# Batalla de Levounion
La batalla de Levounion (en griego: Μάχη του Λεβουνίου) fue la primera victoria decisiva bizantina desde la restauración de los Comneno. El 29 de abril de 1091, una fuerza invasora de pechenegos fue derrotada por las fuerzas combinadas de Alejo I Comneno y sus aliados cumanos.

## Antecedentes
El 26 de agosto de 1071, el ejército bizantino, al mando de Romano IV Diógenes, fue vencido por los turcos selyúcidas en Manzikert, en el este de Asia Menor. La derrota hizo que el emperador fuera depuesto y sustituido por el ineficaz Miguel VII Ducas, quien se negó a cumplir el tratado que había firmado Romano. En respuesta, los turcos comenzaron a penetrar en Anatolia en 1073, sin encontrar oposición. El caos reinaba en la región y los recursos del imperio fueron dilapidados en una serie de desastrosas guerras civiles. Miles de turcomanos cruzaron la frontera sin vigilancia y se instalaron en Anatolia. En 1080, el imperio había perdido unos 78 000 km² de tierras. En menos de una década, más de la mitad de la mano de obra del imperio se había perdido, junto con gran parte de su suministro de cereales. Así, la batalla de Manzikert resultó el mayor golpe al imperio en sus setecientos años de historia.
En esta situación, Alejo Comneno, un joven y exitoso general que había estado luchando contra los turcos desde los catorce años, ascendió al trono en Domingo de Semana Santa, el 4 de abril de 1081. Según John Julius Norwich, la importancia de la subida de Alejo al poder se debió a que «... por primera vez en más de medio siglo, el imperio estaba en buenas manos». Alejo estaba decidido a recuperar el esplendor del Imperio bizantino, costase lo que costase. Alrededor de 1090 o 1091, un emir turco propuso una alianza con los pechenegos para destruir por completo al Imperio bizantino.

## Invasión de los pechenegos
En la primavera de 1087, la corte bizantina recibió la noticia de una gran invasión desde el norte. Los invasores eran pechenegos del noroeste del mar Negro; se informó de que sumaban ochenta mil hombres en total. Aprovechando la precaria situación de los bizantinos, la horda pechenega se dirigió hacia la capital bizantina, Constantinopla, mientras saqueaba todo a su paso por el norte de los Balcanes. La invasión representaba una grave amenaza al imperio de Alejo; sin embargo, debido a los años de guerra civil y al abandono del ejército bizantino, el emperador fue incapaz de reunir tropas suficientes para repeler a los invasores. Alejo se vio obligado a confiar en su propio ingenio y habilidad diplomática para salvar su imperio de la aniquilación. Hizo un llamamiento a otra tribu nómada, los cumanos, a unirse a él en la batalla contra los pechenegos.

## La batalla
Alejo logró la ayuda de los cumanos contra los pechenegos a cambio de oro, los cumanos se apresuraron a unirse a Alejo y su ejército. En la primavera de 1091, las fuerzas de los cumanos llegaron a territorio bizantino, y el ejército combinado ya estaba dispuesto a avanzar contra los pechenegos. El lunes 28 de abril de 1091, Alejo y sus aliados llegaron al campamento de los pechenegos en Levounion, cerca del río Maritsa.
Los pechenegos al parecer fueron tomados por sorpresa. De todos modos, la batalla que tuvo lugar en la mañana siguiente en Levounion fue prácticamente una masacre. Los pechenegos había traído a sus mujeres e hijos con ellos, que no estaban preparados para la ferocidad del ataque que se desató sobre ellos. Los cumanos y los bizantinos se desplegaron sobre el campamento enemigo, matando a todos a su paso. Los pechenegos fueron rápidamente derrotados, y los aliados victoriosos asesinaron a los pechenegos tan salvajemente que fueron aniquilados casi hasta su total extinción. Los sobrevivientes fueron capturados por los bizantinos y puestos al servicio imperial.

## Consecuencias
Levounion fue la victoria más decisiva alcanzada por el ejército bizantino durante más de medio siglo. La batalla supuso un punto de inflexión en la historia de Bizancio; después de que el imperio hubiese llegado a su mayor declive en los últimos veinte años, Levounion marcó el camino hacia su recuperación. Los pechenegos fueron totalmente destruidos, y las posesiones del imperio en Europa se hallaban a partir de entonces seguras. Sin embargo, no sería la última vez que los pechenegos se enfrentaran a los bizantinos; en 1122, ambos ejércitos chocaron de nuevo en una batalla definitiva en Beroia, que eliminó la amenaza de los pechenegos para el Imperio bizantino. Alejo había demostrado ser el salvador de Bizancio, y un nuevo espíritu de esperanza empezó a surgir entre los bizantinos, ya extenuados por las guerras.
En los próximos años, en Bizancio se produjo una recuperación notable en virtud de las medidas aplicadas por Alejo y sus descendientes, los Comnenos. Los ejércitos bizantinos reaparecieron en Asia Menor y reconquistaron gran parte del territorio perdido, incluidas las regiones costeras fértiles, junto con muchas de las ciudades más importantes. Merced al restablecimiento de un gobierno central firme, el imperio se enriqueció durante el curso del siglo siguiente, y Constantinopla una vez más volvió a ser la metrópoli del mundo cristiano. Por lo tanto, la batalla de Levounion en 1091 marcó el comienzo de un resurgimiento del poder bizantino; su influencia iba a durar cien años, hasta la desaparición de la dinastía Comneno al final del siglo XII.